# ドン・キホーテUNY可児店
ドン・キホーテUNY可児店（ドンキホーテユニーかにてん）は、岐阜県可児市中恵土に所在する、UDリテール株式会社が運営するショッピングセンターである。
当項目ではピアゴ可児店、またかつて運営されていたショッピングセンター「ショップランド可児」の概要についても記載する。

## 概要
ピアゴ可児店の業態転換店舗で、転換店としては7店舗目。ユニーがPPIHグループ傘下となってから初の転換店であり、生鮮食料品を取り扱わないドン・キホーテUNYとしても、第一号店である。また、新店タイプのピアゴを業態転換したのも初である。
同店から北東約1kmにユニーが運営するラスパ御嵩が存在するほか、半径3km圏内には、アピタ美濃加茂店（現・MEGAドン・キホーテUNY美濃加茂店）や他社競合店が多数存在するため、生鮮食品を取り扱わず、代わりに非食品の売り場を増やすなど、ドン・キホーテ寄りの店舗となっている。ただし、2021年（令和3年）6月27日をもってピアゴ開店当初からの食品テナント（コンセ）であったカネ美食品が撤退したため、代わりにドライ食品や少数の生鮮食品を取り扱うようになっている。

### 現在の主なテナント
現在の主なテナントはドン・キホーテUNY可児店を参照。

## ピアゴ可児店

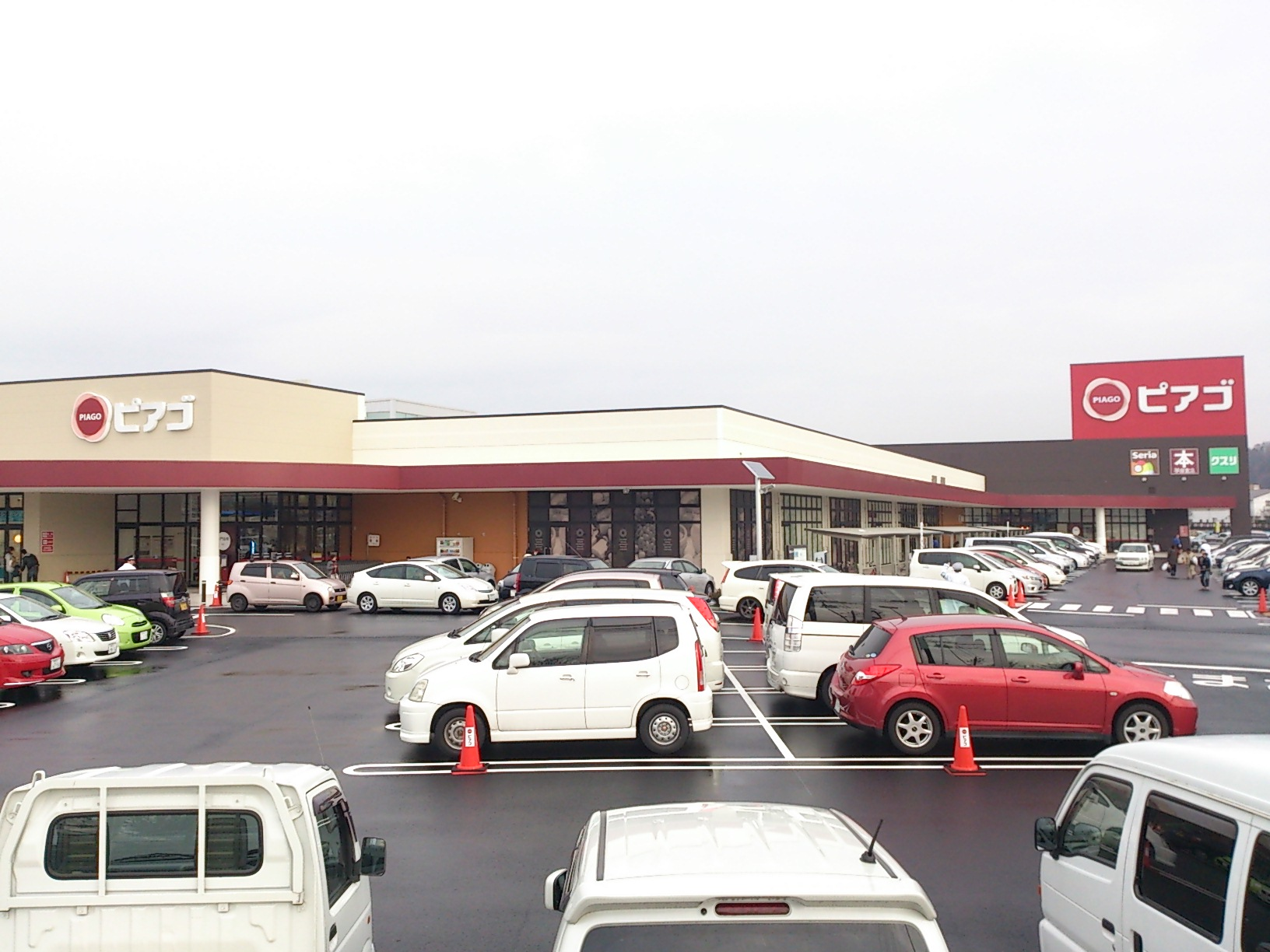
業態転換前のピアゴ可児店

旧ピアゴ可児店は、かつて同地に存在した「ショップランド可児」の建て替え店舗。2008年（平成20年）9月23日に同店から北東約1kmにオープンした、ラスパ御嵩と約1年半にわたって共存したが、老朽化および社内競合可避のため、2010年（平成22年）5月9日に撤退という形で閉店。
閉店後の夏から秋にかけて店舗を解体。一旦は更地となり、他社による出店が模索され住民説明会が開催されたが、土地所有者の要請など諸事情によりユニーが再出店を決め、約2年半のブランクを経て再開店した。
ユニーとして初めてとなる、「衣食住の買い物を1ヵ所のレジ」で行うスーパーセンター型の店舗となっていた。後述のショップランド可児時代とは異なり、平屋建てであった。
2019年（平成31年）1月3日に業態転換のため閉店し、ピアゴ可児店としての営業を終了した。
ショップランド可児時代、「お客様駐車場」として使用されていた線路北側一帯の敷地は、現在では従業員や契約者向けの駐車場となっている。

### ピアゴ可児店時代の主なテナント
以下のテナントはピアゴ可児店閉店と同時に撤退した。
- えみたす（旧・夢屋書店）
- Life Up 可児
- スガキヤ[2]
- ベルナール
- ファミリーアミューズメント（跡地にプレビ株式会社がPLABIとして出店）

## ショップランド可児
ショップランド可児は、ユニー株式会社がかつて運営していたショッピングセンター。核店舗はピアゴ可児店で、ユニーの店舗ブランドが見直される2009年（平成21年）2月20日以前の核店舗は、ユニー可児店と称していた。建物は3階建て。
上記理由により閉店。なお、早くから閉店が内定していたため、建物看板は「ユニー」のまま、「ピアゴ」に差し替えることなく閉店を迎えた。ただし、ピアゴの店内ソングはかかっていた。
ロゴマークは曲芸をするアシカ系動物を模したもので、ボールの代わりにユニーのロゴマークを配置したオリジナルのものであった(外観写真参照)が、外壁看板やレシート印字以外に使用されることはなかった。現地のほとんどの人はユニーと呼んでいた。
開業当初は建物東側の直営部分のみが存在していたが、のちに建物西側へ増築。さらに線路（名鉄広見線）を挟んで北側への増築計画もあったが、1994年（平成6年）2月に断念している。
線路の北側は開業当初より、跨線橋（現在は撤去）で連絡の駐車場として開設されていた。当時この駐車場は「第3駐車場」となっていた。
エレベーターは建物の北側に1基、前述した第3駐車場の連絡用建物内に2基、エスカレーターは中央と増築された西側に1基ずつ設置されていた。メーカーはいずれも三菱製。

### ショップランド可児時代の主なテナント
いずれの店舗も「ピアゴ可児店」には出店していない。※ 印はショップブランド閉店後、ラスパ御嵩に移転したテナント。
- キクチメガネ
- ティー・ジェイ
- お茶のおおもり
- カメラのアマノ（当時は同店が本店扱い）
- ディープラザ（エクステリア・インテリア）（※） - 別棟に出店。現在はアピタ美濃加茂店に再移転している。
- いさじ（呉服） - 閉店後、可児市内に移転した。
- G-SQUARE（ゲームコーナー）
- ポテット（焼き物）
- チロル（ベーカリー）
- TOMO（喫茶）
- 三菱東京UFJ銀行ATMコーナー（※）
- 東濃信用金庫ATMコーナー

## 沿革
- 1981年（昭和56年）11月20日 - ショップランド可児（核店舗・ユニー可児店）として開店。
- 2009年（平成21年）2月20日 - 店舗ブランド見直しにより核店舗がピアゴ可児店となる。
- 2010年（平成22年）
  - 3月31日 - スガキヤショップランド可児店閉店。
  - 5月9日 - ショップランド可児閉店。
- 2012年（平成24年）
  - 12月12日 - ピアゴ可児店としてプレオープン[2]。
  - 12月14日 - ピアゴ可児店としてグランドオープン[2]。
- 2015年（平成27年）
  - 1月20日 - 鞍馬ピアゴ可児店閉店。
  - 5月29日 - 米乃家可児店開店。
- 2019年（平成31年）
  - 1月3日 - ピアゴ可児店閉店。
  - 2月21日 - ドン・キホーテUNY可児店開店[3][7]。
- 2021年 (令和3年)
  - 6月27日 - カネ美食品ドン・キホーテUNY可児店閉店[5]。

## アクセス
店舗の向かい側を名鉄広見線が通っているが、近くに駅はない。最寄り駅の名鉄広見線 新可児駅・JR太多線 可児駅まで徒歩で20分程度。学校前駅があった頃は、新可児駅より近かった（それより前の1969年（昭和44年）以前はすぐ近くの踏切の隣に前波駅が存在した）。以前の最寄りバス停は可児市コミュニティバス（さつきバス）兼山線の「子守大橋（こまもりおおはし）」停留所だったが、現在は店内駐車場に「ドン・キホーテUNY可児店」停留所が設置された。祝日を除く月曜 - 土曜のみ運転・停車で、ドン・キホーテUNY休業日は通過となる。
一般路線バスの場合、東農鉄道バス・八百津線の「子守神社前」停留所が最寄り。